# Jacek Kurczewski
Jacek Maria Kurczewski (ur. 11 stycznia 1943 w Edynburgu) – polski socjolog, specjalizujący się w socjologii i antropologii prawa oraz obyczajów, w latach 1991–1993 poseł i wicemarszałek Sejmu I kadencji.

## Życiorys
Syn oficera Polskich Sił Zbrojnych Mieczysława Kurczewskiego i Marii, córki Antoniego Jawornickiego, architekta i urbanisty, profesora Politechniki Warszawskiej. Ukończył w 1965 studia na Wydziale Filozofii i Socjologii Uniwersytetu Warszawskiego, uzyskiwał następnie stopnie doktora i doktora habilitowanego. W 1995 otrzymał tytuł profesora nauk humanistycznych.
Kontynuator polskiej szkoły socjologii prawa wywodzącej się od Leona Petrażyckiego, uczeń Adama Podgóreckiego. Zawodowo był związany z Uniwersytetem Warszawskim, kierował Katedrą Socjologii Obyczajów i Prawa w Instytucie Stosowanych Nauk Społecznych UW.
W czasach PRL działał w opozycji demokratycznej. W 1976 podpisał Memoriał 101, list protestacyjny do Sejmu PRL przeciwko zmianom w konstytucji. W okresie wydarzeń sierpniowych w 1980 był sygnatariuszem skierowanego do władz komunistycznych apelu 64 naukowców, literatów i publicystów o podjęcie dialogu ze strajkującymi robotnikami.
Był doradcą „Solidarności”, od 1987 był członkiem redakcji „Res Publiki”. Uczestniczył w obradach Okrągłego Stołu, w latach 1989–1991 zasiadał w Trybunale Stanu. Od 1991 do 1993 sprawował mandat posła I kadencji z ramienia Kongresu Liberalno-Demokratycznego. W Sejmie zajmował urząd wicemarszałka. Po porażce w wyborach parlamentarnych w 1993 wycofał się z działalności politycznej.
Został stałym współpracownikiem Fundacji im. Stefana Batorego oraz członkiem polskiego Komitetu Helsińskiego. Autor kodeksu etycznego służby cywilnej. Członek Collegium Invisibile. Zasiadł w Radzie Centrum Badania Opinii Społecznej. W latach 1997–1998 był dyrektorem naukowym Oñati International Institute for the Sociology of Law. Od 2014 do 2015 był doradcą sekretarza stanu w Kancelarii Prezesa Rady Ministrów.
W 2007 odznaczony Krzyżem Oficerskim Orderu Odrodzenia Polski. Był członkiem komitetu poparcia Bronisława Komorowskiego przed wyborami prezydenckimi w 2010 i w 2015.
Żonaty z Joanną.

## Publikacje
Jako autor:
- Prawo prymitywne: zjawiska prawne w społeczeństwach przedpaństwowych, Wiedza Powszechna, 1973,
- O badaniu prawa w naukach społecznych, Wydawnictwa UW, 1977,
- Spór i sądy, Wydawnictwa UW, 1982,
- Posłowie a opinia publiczna: z badań nad przedstawicielstwem w Trzeciej Rzeczypospolitej, ISNS UW, 1999,
- Przeciw-obyczaje, TRIO, 2006.

Jako redaktor prac zbiorowych:
- Prawo w społeczeństwie, Państwowe Wydawnictwo Naukowe, 1975,
- Demokracja po polsku, ISNS UW, 1995,
- Bóg, szatan, grzech. Studia socjologiczne. T. 1. Socjologia grzechu (z Wojciechem Pawlikiem), Miniatura, 1990,
- Bóg, szatan, grzech. Studia socjologiczne. T. 2. Dzieje grzechu, obszary grzechu (z Wojciechem Pawlikiem), Nomos, 1992,
- Korupcja w życiu społecznym (z Beatą Łaciak), ISP, 2000,
- Umowa o kartki, TRIO, 2004,
- Mazowsze bez granic. Przyczynek do antropologii kulturowej regionu, TRIO i Mazowieckie Centrum Kultury i Sztuki, 2005,
- Wielka sieć. E-seje z socjologii Internetu, TRIO, 2006,
- Praktyki cielesne, TRIO, 2006,
- Antagonizm i pojednanie w środowiskach wielokulturowych (z Aleksandrą Herman), słowo/obraz terytoria, 2012.